# Klemen Pretnar
Klemen Pretnar (ur. 31 sierpnia 1986 w Bledzie) – słoweński hokeista, reprezentant Słowenii, olimpijczyk.

## Kariera
- HK Bled U20 (2002-2004)
- HK Bled (2002-2003)
- Triglav Kranj (2004-2008)
  -  Triglav Kranj U20 (2004-2005)
- HD Mladi Jesenice (2008/2009)
- HK Jesenice (2009-2012)
- EC VSV (2012-2015)
- Vienna Capitals (2015-2016)
- Junost' Mińsk (2016-2018)
- HC 05 Banská Bystrica (2018-2018)
- HC Košice (2018-2019)
- Re-Plast Unia Oświęcim (2019-2021)
- Gothiques d'Amiens (2021-)

Wychowanek klubu HK Bled w rodzinnym mieście. Grał w rodzimej lidze słoweńskiej, następnie austriackiej EBEL, białoruskiej ekstralidze i słowackiej ekstralidze. W lipcu 2019 został zawodnikiem Unii Oświęcim w Polskiej Hokej Lidze. Po sezonie odszedł z klubu. Pod koniec sierpnia 2021 został zawodnikiem francuskiej drużyny Gothiques d'Amiens.
Uczestniczył w turniejach mistrzostw świata juniorów do lat 18 edycji 2004 (Dywizja I), mistrzostw świata juniorów do lat 20 edycji 2005, 2006 (Dywizja I) oraz seniorskich
mistrzostw świata edycji 2010 (Dywizja I), 2011, 2013, 2015 (Elita), 2016 (Dywizja I), 2017 (Elita), 2019, 2022 (Dywizja I) oraz zimowych igrzysk olimpijskich 2014.

## Sukcesy
Reprezentacyjne
- Awans do Elity mistrzostw świata: 2010, 2016, 2022

Klubowe
- Złoty medal mistrzostw Słowenii: 2010, 2011 z HK Jesenice
- Srebrny medal mistrzostw Białorusi: 2017 z Junostią Mińsk
- Puchar Kontynentalny: 2018 z Junostią Mińsk
- Złoty medal mistrzostw Słowacji: 2018 z HC 05 Banská Bystrica
- Finał Pucharu Polski: 2019, 2021 z Unią Oświęcim
- Srebrny medal mistrzostw Polski: 2020[4] z Unią Oświęcim

Indywidualne
- Ekstraliga białoruska w hokeju na lodzie (2016/2017):
  - Trzecie miejsce w klasyfikacji asytentów w fazie play-off: 9 asyst[5]
  - Czwarte miejsce w klasyfikacji kanadyjskiej w fazie play-off: 12 punktów[6]